# Night Fantasies
Night Fantasies (deutsch: „Nachtfantasien“) ist eine im November 1980 fertiggestellte Komposition für Klavier Solo von Elliott Carter von circa 20 Minuten Dauer.

## Entstehung
Die Pianistin Ursula Oppens und die Pianisten Charles Rosen, Gilbert Kalish und Paul Jacobs gaben das Werk gemeinschaftlich in Auftrag, Carter widmete es ihnen. Das American Music Center of New York ermöglichte den Auftrag mit einem sogenannten Matching-Grant. Das New York State Council for the Arts, die Mary Duke Biddle Foundation und der Kaplan Fund steuerten Finanzmittel dazu bei. Carter arbeitete von November 1978 bis April 1980 an Night Fantasies, es war die erste große Arbeit für Klavier solo seit seiner Klaviersonate von 1946.
Mit den vier Auftraggebern stand Carter in besonderer Verbindung, so hatte er bei der Komposition der Klavierstimme für sein Orchesterkonzert (1968–1969) Paul Jacobs, den Pianisten der New Yorker Philharmoniker im Kopf. Charles Rosen war lange meisterhafter Interpret von Carters Musik und hatte die Klaviersonate (1946) zu seinem Standardrepertoire gemacht. Ursula Oppens interpretierte Carters Werke auf vielen Veranstaltungen und Gilbert Kalish spielte die Uraufführung des Duos für Violine und Klavier.
Carters 1001 Seiten umfassende Skizzen zum Stück befinden sich heute im Besitz der Paul-Sacher-Stiftung in Basel. Die Mehrzahl der Skizzen ist auf Papier mit 24 Notenzeilen vom Format 13,5 × 21 Zoll angefertigt. Carter zerschnitt üblicherweise jedes Blatt in der Hälfte, um zwei Blätter à 13,5 × 10,5 Zoll zu erhalten. Es existieren auch 72 unlinierte Blätter im Format 8,5 × 11 Zoll, auf denen sich Tempomodulationen oder andere rhythmische Notizen befinden. Des Weiteren lagern bei der Paul-Sacher-Stiftung ein handschriftlicher Entwurf des gesamten Stücks, markiert mit Night Fantasies [/] Final Sketch („Nachtfantasien – finale Skizze“), eine mit Bleistift gefertigte Reinschrift auf Pergament mit der Aufschrift 1st complete edition, April 14, 1980 correct[ed] April 21, („erste komplette Fassung, 14. April 1980, korrigiert am 21. April“) und eine Kopie der Takte 1–197 der Pergamentfassung auf dickem Karton mit einigen Ausbesserungen, vorwiegend an der Dynamik, die mit Early draft of 1st Part („Früher Entwurf des ersten Teils“) beschriftet ist.

## Charakter
Im Vorwort der Notenausgabe beschreibt Carter Night Fantasies „als ein Klavierstück mit sich stetig ändernden Stimmungen, die die flüchtigen Gedanken und Gefühle nachbildeten, die den Geist in einer Phase nächtlicher Schlaflosigkeit durchführen. Das ruhige, nächtliche Heraufbeschwören, mit dem es begänne und zu dem es zuweilen zurückkehre, seien von einer flatterhaften Folge kurzer Phrasen unterbrochen, die auftauchten und verschwänden. Dieser Abschnitt sei gefolgt von vielen anderen Teilen unterschiedlichem Charakters und Länge, die manchmal abrupt hereinbrächen und sich ein anderes mal sanft aus dem zuvor Vergangenen entwickelten. Das Stück fände seinen Höhepunkt in einer lauten, obsessiven, periodischen Wiederholung eines ausdrucksstarken Akkordes, der hinwegsterbend, das Werk zu seinem Schluss führe.“

„In this score, I wanted to capture the fanciful, changeable quality of our inner life at a time when it is not dominated by strong, directive intentions or desires – to capture the poetic moodiness that, in an earlier romantic context, I enjoy in the works of Robert Schumann like Kreiserliana, Carnaval and Davidsbündlertänze.“

„In diesen Noten wollte ich die fantasievollen, veränderlichen Charakters unseres Seelenlebens einfangen, zu einer Zeit, da es nicht von starken gerichteten Absichten oder Begierden dominiert ist. Wollte die poetischen Gefühlsschwankungen festhalten, die ich – in einem früheren, romantischen Kontext – in den Werken Robert Schuhmanns, wie Kreisleriana, Carnaval und Davidsbündlertänze, genoss.“

## Struktur

### Harmonik
Harmonisch basiert Carters Night Fantasies auf einer Gruppe von Zwölfton-Allintervallakkorden, in denen jeder der zwölf mögliche Töne und – zwischen den aufeinanderfolgenden Tönen – jedes der elf möglichen Intervalle exakt einmal vorkommt.

### Rhythmik
Die übergeordnete rhythmische Struktur wird von einem Polyrhythmus bestimmt, der aus zwei Pulsen besteht. Der schnellere Puls tritt circa alle 5,5 Sekunden, der langsamere alle 7 Sekunden auf. Beide fallen nur auf der Zählzeit 1 von Takt 3 und – 20 Minuten später – auf dem letzten Klang des Stücks in Takt 516 zusammen. Dieser Polyrhythmus zieht sich variiert in einer Vielzahl von Taktarten und Tempi durch das ganze Stück.

## Erste Aufführungen
- Ursula Oppens: Bath International Music Festival, Bath, Großbritannien, Juni 1980
- Paul Jacobs: 92nd Street Y, Kaufmann Concert Hall, New York, USA, November 1981
- Gilbert Kalish: Badenweiler Musiktage, Badenweiler, Deutschland, November 1982
- Charles Rosen: Toronto, Kanada, März 1981[1][5]

## Aufnahmen
- Eric Huebner: Eric Huebner plays Schumann, Carter, and Stravinsky, New Focus, 2015
- Håkon Austbø: Wanted, Aurora ACD5071, 2012
- Paul Jacobs: Elliott Carter: A Nonesuch Retrospective, Nonesuch 510893-2, 2009
- Ursula Oppens: Oppens Plays Carter, Cedille, 2008
- Pierre-Laurent Aimard: Ravel: Gaspard de la nuit; Carter: Night Fantasies, Warner Classics 2564 62160-2, 2005
- Winston Choi: Elliott Carter: Complete Piano Works, l'empreinte digitale ED 13164, 2003
- Florence Millet: Elliott Carter: Night Fantasies; 90+, Pianovox PIA 501-2, 1998
- Charles Rosen: Elliott Carter: The Complete Music for Piano, Bridge Records 9090, 1997
- Ursula Oppens: American Piano Music of Our Time, Music & Arts MUA 862, 1995
- Stephen Drury: Contemporary Piano Music, Neuma 450-76, 1991
- Ursula Oppens: Carter: Night Fantasies; Adams: Phrygian Gates, Music & Arts CD 604, 1989
- Aleck Karis: Chopin, Carter, Schumann, Bridge Records BCD 9001, 1986
- Paul Jacobs: Elliott Carter: Night Fantasies; Piano Sonata, Nonesuch 79047, 1983
- Charles Rosen: Elliott Carter: Night Fantasies; Piano Sonata, Etcetera ETC 1008, 1983[5]

## Rezeption
- Charles Rosen nannte Night Fantasies „vielleicht die außergewöhnlichste große Komposition für ein Tasteninstrument, die nach dem Tod Ravels geschrieben wurde.“[4]

- Jeremy Grimshaw konstatiert, Night Fantasies habe „… eine ungewöhnliche wechselseitige Energie zwischen Interpret und Komponist, die sich besonderes bei den Aufnahmen der vier Widmungsträger zeigt. Carter kenne diese Ressourcen sehr gut und nutze sie bis ins vollste.“[4]

- Der Komponist und frühere Carter-Schüler David Schiff bemerkt, dass „.... Werke wie Night Fantasies – obwohl sie extrem schwer zu lernen und aufzuführen sind – keine extrovertierten Show-Stücke sind, vielmehr scheinen sie intensive Akte der Kommunikation mit sich selbst zu sein.“[4]